# بتیسینو
بتیسینو (انگلیسی: Bticino) شرکت لوازم خانگی ایتالیایی است، که در سال ۱۹۳۶ تأسیس شد.